# Taekwondo vid afrikanska spelen 2019
Taekwondo vid afrikanska spelen 2019 hölls mellan den 21 och 23 augusti 2019 i Rabat i Marocko.

## Medaljörer

### Herrar
| Gren   | Guld                                | Silver                       | Brons                                                       |
| 54 kg  | Mohamed Khalil Jendoubi Tunisien    | Moaz Azat Egypten            | Moustapha Kama SenegalSolomon Tufa Demse Etiopien           |
| 58 kg  | Omar Lakehal Marocko                | Issa Diakité Elfenbenskusten | Casimir Betel TchadHedi Neffati Tunisien                    |
| 63 kg  | Tariku Girma Etiopien               | Yassine Khezami Tunisien     | Abdelbasset Wasfi MarockoChrist Seri Elfenbenskusten        |
| 68 kg  | Ismael Yacouba Niger                | Abdelrahman Wael Egypten     | Aaron Kobenan ElfenbenskustenFaical Saidi Marocko           |
| 74 kg  | Firas Katoussi Tunisien             | Seif Eissa Egypten           | Soufiane Elasbi MarockoSeydou Fofana Mali                   |
| 80 kg  | Cheick Sallah Cissé Elfenbenskusten | Achraf Mahboubi Marocko      | Ababacar Sadikh Soumaré SenegalFaysal Sawadogo Burkina Faso |
| 87 kg  | Seydou Gbané Elfenbenskusten        | Salaheldin Khairy Egypten    | Sunday Onofe NigeriaMoustapha Fall Senegal                  |
| +87 kg | Abdoul Issoufou Niger               | Abdelrahman Darwish Egypten  | Benjamin Okuomose NigeriaAnthony Obame Gabon                |

### Damer
| Gren   | Guld                                     | Silver                                    | Brons                                                            |
| 46 kg  | Soukaina Sahib Marocko                   | Michelle Tau Lesotho                      | Flore Mbubu Kongo-KinshasaKarabo Kula Botswana                   |
| 49 kg  | Bouma Ferimata Coulibaly Elfenbenskusten | Nour Abdelsalam Egypten                   | Ikram Dhahri TunisienRabab Ouhadi Marocko                        |
| 53 kg  | Chinazum Nwosu Nigeria                   | Oumaima El-Bouchti Marocko                | Tsebaot Fikadu EtiopienCoumba Ndoye Senegal                      |
| 57 kg  | Nada Laaraj Marocko                      | Radwa Nada Egypten                        | Banassa Diomandé ElfenbenskustenTekiath Ben Yessouf Niger        |
| 62 kg  | Safia Salih Marocko                      | Rewan Refaei Egypten                      | Vivian Chinwe Ndu NigeriaKoumba Nanah-Hélène Ibo Elfenbenskusten |
| 67 kg  | Hedaya Malak Egypten                     | Marie Frédérique Ekpitini Elfenbenskusten | Elizabeth Anyanacho NigeriaUrgence Mouega Gabon                  |
| 73 kg  | Maisoun Tolba Egypten                    | Amani Layouni Tunisien                    | Everlyne Aluocheolod KenyaUzoamaka Otuadinma Nigeria             |
| +73 kg | Fatima-Ezzahra Aboufaras Marocko         | Faith Ogallo Kenya                        | Aminata Traoré ElfenbenskustenMennatullah Abdalaal Egypten       |

## Medaljtabell
*   Värdland ( Marocko)
| Nr                   | Nation               | Guld | Silver | Brons | Totalt |
| -------------------- | -------------------- | ---- | ------ | ----- | ------ |
| 1                    | Marocko*             | 5    | 2      | 4     | 11     |
| 2                    | Elfenbenskusten      | 3    | 2      | 5     | 10     |
| 3                    | Egypten              | 2    | 8      | 1     | 11     |
| 4                    | Tunisien             | 2    | 2      | 2     | 6      |
| 5                    | Niger                | 2    | 0      | 1     | 3      |
| 6                    | Nigeria              | 1    | 0      | 5     | 6      |
| 7                    | Etiopien             | 1    | 0      | 2     | 3      |
| 8                    | Kenya                | 0    | 1      | 1     | 2      |
| 9                    | Lesotho              | 0    | 1      | 0     | 1      |
| 10                   | Senegal              | 0    | 0      | 4     | 4      |
| 11                   | Gabon                | 0    | 0      | 2     | 2      |
| 12                   | Botswana             | 0    | 0      | 1     | 1      |
| 12                   | Burkina Faso         | 0    | 0      | 1     | 1      |
| 12                   | Kongo-Kinshasa       | 0    | 0      | 1     | 1      |
| 12                   | Mali                 | 0    | 0      | 1     | 1      |
| 12                   | Tchad                | 0    | 0      | 1     | 1      |
| Totalt (16 nationer) | Totalt (16 nationer) | 16   | 16     | 32    | 64     |